# Ivy Matsepe-Casaburri
Ivy Florence Matsepe-Casaburri (18 tháng 9 năm 1937 – 6 tháng 4 năm 2009) là một chính trị gia Nam Phi. Bà là Thủ hiến thứ hai của Free State và Bộ trưởng Truyền thông Nam Phi từ năm 1999 cho đến khi qua đời.
Bà từng là tổng thống tạm quyền của Nam Phi trong một thời ngắn ngủi vào năm 2005, khi cả Tổng thống Thabo Mbeki và Phó Tổng thống đều ở ngoài nước. Ngoài ra, bà được nội các chọn làm nguyên thủ quốc gia lập hiến và chính thức tạm thời trong 14 giờ ngày 25 tháng 9 năm 2008, giữa lúc ông Thabo Mbeki từ chức và Kgalema Motlanthe nhậm chức. Bà là người phụ nữ đầu tiên và cho đến nay là người phụ nữ duy nhất giữ chức Tổng thống ở Nam Phi.

## Đầu đời
Ivy Matsepe-Casaburri sinh ngày 18 tháng 9 năm 1937 tại Kroonstad ở Free State. Cha bà là một hiệu trưởng kiêm nhạc sĩ, vận động viên còn mẹ cô là một giáo viên, và một nhân viên xã hội và cộng đồng. Cô hoàn thành chương trình giáo dục tiểu học ở Kroonstad và học trung học ở Kwa-Zulu Natal. Sau đó, bà lấy bằng Cử nhân Nghệ thuật của Đại học Fort Hare và tiếp tục giảng dạy tại KZN trong hai năm.

## Lưu vong
Ở tuổi 28, bà phải sống lưu vong và chỉ trở lại Nam Phi 25 năm sau. Ban đầu bà làm giáo viên ở Swaziland trong ít nhất mười năm trước khi chuyển đến Hoa Kỳ. Trong thời gian lưu vong ở Hoa Kỳ bà học sau đại học. Bà làm việc cho Viện Liên hiệp quốc Namibia với tư cách là một giảng viên, đóng tại Zimbabwe. Cô lấy bằng Tiến sĩ Xã hội học tại Đại học Rutgers – New Brunswick.

## Chính trị
Khi chế độ apartheid chấm dứt, bà trở lại Nam Phi và gia nhập Đảng Đại hội Dân tộc Phi. Bà trở thành Thủ hiến của bang Free State từ năm 1996, sau đó giữ vị trí Bộ trưởng truyền thông từ tháng 6 năm 1999 tới khi qua đời. Với thời gian đảm nhiệm vị trí tổng thống ngắn ngủi, bà là người phụ nữ đầu tiên và duy nhất cho đến nay giữ chức Tổng thống ở Nam Phi và là người phụ nữ đầu tiên trở thành người đứng đầu nhà nước Nam Phi kể từ khi Elizabeth II lên ngôi Nữ hoàng Nam Phi năm 1961.